# Pericyt
Pericyten (auch Perizyt) sind Zellen, die der Außenwand von Blutkapillaren anliegen. Sie gehören zu den Bindegewebszellen. Sie können sich zusammenziehen und dadurch die Durchblutung dieser Gefäße beeinflussen.
Kapillaren werden von Endothelzellen gebildet, denen Pericyten aufgelagert sind und die mit Fortsätzen das Gefäß umspannen; beide sind miteinander über Gap Junctions verbunden. Pericyten stabilisieren die Kapillarstruktur und spielen eine wichtige Rolle bei der Neubildung von Blutgefäßen (Angiogenese).
Es wird angenommen, dass eine Schädigung von Pericyten zu einer Destabilisierung der Kapillaren und zur Bildung von Aussackungen (Aneurysmen) führt (z. B. bei der diabetischen Retinopathie).
Außerdem wird spekuliert, dass Pericyten in der Regulation der Blutversorgung und bei Ischämien im Gehirn beteiligt sind, da sie mittels kontraktiler Proteine (Aktin) in ihren Fortsätzen den Kapillardurchmesser verändern können. Elektrische Stimulation, Noradrenalin und ATP wirken dabei als Vasokonstriktoren, Glutamat dilatierend.